# 湯沢噴泉塔
湯沢噴泉塔 (ゆざわふんせんとう)は、栃木県日光市の川俣温泉・奥鬼怒温泉郷にある噴泉塔。1922年3月8日に国の地質・鉱物天然記念物に指定された。
1908年に渡辺渡が西沢金山探しの際に発見。炭酸カルシウムなどの温泉沈殿物から三角形の小塔が形成された。
2013年現在、Google, Yahoo! JAPAN, Bing などの地図では 北緯36度51分11秒 東経139度24分59秒 / 北緯36.85306度 東経139.41639度 と入力されているが、この位置は誤っており、右のテンプレートでは国土地理院の 北緯36度51分27秒 東経139度25分26秒 / 北緯36.85750度 東経139.42389度 を記載。

## 野湯
噴泉塔のある滝壺は野湯になっている。バス停からの中間地点にある広河原の湯も野湯になっている。旅チャンネルの「野天湯へGo!」の第1回放送で山田べにこが訪れた。

## アクセス
バス停「平家平温泉」から4.9km、行き4時間、帰り3時間30分。中間地点にある広河原の湯はバス停から行き2時間、帰り1時間30分。標高は1330m（バス停の標高は1070m）。噴泉塔までのルートが湯沢噴泉塔歩道ルートとして整備されている。湯沢噴泉塔歩道ルートは湯沢沿いを歩くが、湯沢を12回またぐ必要があり、橋はかけられたが、橋が壊れていて湯沢を直接渡る必要がある場合もある。バス停「平家平温泉」までは、鬼怒川温泉駅から日光市営バスで1時間33分。
山と高原地図の評価では、平家平温泉〜広河原の湯が難路、広河原の湯〜湯沢噴泉塔が登山道として記載せずに「広河原の湯から行くことができるが渓谷歩きで上級者向け(2012年12月現在)」という扱いになっている。
かつては奥鬼怒温泉郷の手白澤温泉からの登山道があったが廃道になった。

## 参照
1. ↑  野天湯へGo！＃1　奥鬼怒湯沢 - 野天湯へGo！ - 温泉 - 旅チャンネル
2. ↑  ゆらり湯の路　湯西川・川俣・奥鬼怒温泉観光協会 - 噴泉塔トレッキング[リンク切れ]
3. 1 2  山と高原地図 13.日光 白根山・男体山 2013 昭文社